# 1993 (фильм)
«1993» — художественный фильм российского режиссёра Александра Велединского, главные роли в котором сыграли Евгений Цыганов и Екатерина Вилкова, экранизация одноимённого романа Сергея Шаргунова. Премьера картины состоялась 28 сентября 2023 года.

## Сюжет
Действие фильма происходит в Москве летом—осенью 1993 года. Главные герои против своей воли оказываются в эпицентре бурных политических событий.
Главные герои картины — супруги Виктор (Евгений Цыганов) и Лена (Екатерина Вилкова), а также их дочь Таня. Виктор работает ремонтником в аварийной службе, а Лена — диспетчером. Семья живёт в старом загородном доме, куда они переехали, обменяв московскую квартиру.
В первой половине фильма показана размеренная жизнь семьи Брянцевых: их работа, быт, общение с соседями (которых играют Александра Ребенок и Александр Робак). Зрители наблюдают за повседневными заботами героев, их отношениями и маленькими радостями. Однако спокойная жизнь семьи нарушается с началом политического кризиса осенью 1993 года. Лена поддерживает действующего президента Бориса Ельцина, в то время как Виктор, разочаровавшись после приостановки действия Конституции, начинает критиковать власть. По мере нарастания политического противостояния углубляется и конфликт между супругами.
К началу Октябрьского путча Виктор и Лена оказываются по разные стороны баррикад не только в переносном, но и в буквальном смысле. Кульминацией фильма становятся драматические события 3-4 октября 1993 года. Виктор оказывается в эпицентре столкновений у телецентра «Останкино» и Белого дома. Несмотря на нежелание участвовать в конфликте, он вынужден лавировать между взрывами, пожарами и перестрелками.
Фильм детально воссоздает атмосферу тех дней, показывая контраст между сторонами конфликта. Зрители видят, как оппозиция пытается пробраться к осажденному Белому дому по канализационным коллекторам, в то время как сторонники действующей власти получают бесплатное питание на Тверской улице. Через призму семейной драмы Брянцевых режиссёр Александр Велединский исследует, как масштабные исторические процессы влияют на жизни обычных людей, их отношения и мировоззрение.

## В ролях
- Евгений Цыганов — Виктор[1]
- Екатерина Вилкова — Лена
- Александр Робак — Янс
- Максим Лагашкин — Михаил
- Александра Ребенок — Вика, жена Янса
- Анна Цветкова — Таня
- Сергей Баталов — Мальцев
- Виктория Смирнова — Олеся
- Александр Кухаренко — Андрей «Кувалда»
- Игорь Кожевин — «Клещ»
- Ольга Гилёва — Лида
- Анатолий Залюбовский — Валера
- Григорий Верник — Алексей «Сид»
- Элизабет Дамскер — Наташа «Нэнси»
- Дина Губайдуллина — Рита
- Иван Ивашов — Егор
- Игорь Иванов — Константин Эдуардович Циолковский
- Андрей Рапопорт — администратор Белого дома
- Кирилл Ульянов — Иван Лапшин
- Анжелика Бокоева — Татьяна Лебедева (телеведущая)
- Иван Фоминов — гранатомётчик
- Сергей Суслов — охранник Макашова
- Павел Басов — Бородач
- Эльвира Синельник — журналист

## Производство и премьера
Съёмки картины начались в августе 2022 года в Москве. Режиссёром стал Александр Велединский, написавший сценарий по мотивам романа Сергея Шаргунова «1993». Продюсировали картину Жанна Калинина и Александра Воронкова, главные роли получили Евгений Цыганов и Екатерина Вилкова. Производством занималась компания Gate.
Премьера картины состоялась 28 сентября 2023 года, её приурочили к 30-й годовщине показанных в фильме событий.

## Восприятие
«1993» попал в список самых ожидаемых фильмов года по версии ПрофиСинема.
Как отмечает кинообозреватель Дарья Митина, сама участница тех исторических событий: «Документ эпохи получился довольно неплохой, основной сюжет — драма семьи, которую разорвало пополам политическое противостояние ранней ельцинщины, — вполне себе удался… Вместе с тем, то, что фильм снимался за „5 рублей“, видно невооруженным глазом».
По мнению Михаила Трофименкова этот фильм — безусловный гражданский поступок, и пример того, как нужно переводить на язык кино исторические события. Благодаря участию в фильме, Евгений Цыганов, Екатерина Вилкова и Максим Лагашкин исполнили свои лучшие экранные роли.
Обозреватель газеты «Завтра» считает, что в фильме есть исторические несоответствия, но при этом он стал чем-то большим, чем просто фильм.

## Награды и номинации
| Награды и номинации | Награды и номинации               | Награды и номинации   | Награды и номинации | Награды и номинации |
| Награда             | Категория                         | Номинант              | Результат           |                     |
| ------------------- | --------------------------------- | --------------------- | ------------------- | ------------------- |
| «Золотой орёл»      | Лучший игровой фильм              | Александр Велединский | Номинация           |                     |
| «Золотой орёл»      | Лучшая режиссёрская работа        | Александр Велединский | Номинация           |                     |
| «Золотой орёл»      | Лучший сценарий                   | Александр Велединский | Победа              |                     |
| «Золотой орёл»      | Лучшая мужская роль в кино        | Евгений Цыганов       | Номинация           |                     |
| «Золотой орёл»      | Лучшая женская роль второго плана | Александра Ребенок    | Победа              |                     |
| «Золотой орёл»      | Лучшая мужская роль второго плана | Максим Лагашкин       | Номинация           |                     |